# Elena Kats-Chernin
Elena Kats-Chernin (Taixkent, Uzbekistan, 4 de novembre de 1957) és una compositora i pianista australiana. Les seves produccions diverses inclouen òperes, obres orquestrals, peces de cambra i per a solistes, a més de música per a dansa, cinema i teatre. Majorment coneguda pel seu ballet Wild Swans.

## Vida
Elena Kats-Chernin va néixer a la capital de l'Uzbekistan, Taixkent. Des dels 14 anys va estudiar a l'Escola de Música de Yaroslavl i al Gnessin State Musical College de Moscou. El 1975 va emigrar amb la seva família a Austràlia, on va estudiar composició amb Richard Toop i piano amb Gordon Watson durant quatre anys al Conservatori de Sydney, emergint amb diplomes en l'ensenyament, la composició i la interpretació del piano. Just quan podria haver arrelat a Austràlia, va fer una oferta a Alemanya on es va quedar durant els següents 13 anys. Va estudiar a Hannover i mentre es va dedicar a compondre per a les principals produccions de teatre i ballet a Berlín, Hamburg, Viena i Bochum. Va tornar a Austràlia el 1994 i des de llavors ha escrit òperes de cambra, concerts per a piano, bandes sonores per a pel·lícules mudes, peces de dansa i moltes obres per a sols i conjunts, així com música per a la cerimònia d'obertura dels Jocs Olímpics de Sydney. El més conegut va ser Clocks, una peça experimental per a la seva època, que la va col·locar fermament en el mapa concorregut de compositors contemporanis.

## Obres

### Operes
- Iphis, Sydney, 1997
- Matricide, the Musical, Melbourne, 1998
- Mr Barbeque, Lismore, New South Wales, 2002
- Rage of Life, Antwerp, 2010
- George, Hannover-Herrenhausen, 2014
- The Divorce, for ABC Television, 2015
- The Monteverdi Trilogy
- Whiteley, 2019
- Jim Knopf und Lukas der Lokomotivführer, 2019
- The Wind in the Willows, Staatstheater Kassel 2021, adaptació del llibre infantil The Wind in the Willows de Kenneth Grahame.

### Ballets
- Amalgamate
- Wild Swans, 2002, estrenada el 29 d'abril de 2003 a l'Òpera de Sydney per l'Australian Ballet.

### Música vocal
- Land of Sweeping Plains, cor i piano (basat en My Country de Dorothea Mackellar)
- Rockhampton Garden Symphonies, veus solistes, cor mixt i orquestra (amb Mark Svendsen)
- The Uninvited Stranger, 2007, cor mixt (text de Sandy Jeffs)
- Human Waves, 2020, cor mixt (text de Tamara Anna Cislowska )

### Música instrumental
- After Dinner Music, violí and piano
- Afterwards, fagot i piano
- Alexander Rag, piano solo
- Almost a Blues, piano solo
- A Nostalgic Piece, flauta i paino
- Butterflying
- Blue Silence
- Cadences, Deviations and Scarlatti
- Calliope Dreaming, 2009
- Chamber of Horrors, per a arpa
- Charleston Noir
- Clocks
- Cinema
- Frankenstein (musique de scène, 2013)
- Gypsy Ramble, per a viola, violoncel i piano
- In Tension
- Intermezzo Days
- Lullaby for Nick
- Meditations of Eric Satie: Unsent Love Letters
- Page Turn
- Peggy's Minute Rag
- Phoenix Story
- Purple Prelude
- Russian Rags
- Sand Waltz
- Schubert Blues
- Setting Out
- Slicked Back Tango
- Spirit and the Maiden
- Still Life, per a viola i piano
- Stur in Dur
- Tast-en
- The Offering, piano quintet no 1 (2016)
- Three Dancers (2015)
- Trio Grandios
- Variations in a Serious Black Dress
- Velvet Revolution, per cor, violí i piano
- Wild Rice, per a violoncel (1996)
- Zoom and Zip

### Música orquestral i concertant
- Ad Astra, cor i orquestra
- A Knock One Night
- Deep Sea Dreaming
- Garden of Dreams
- Concerto per clavicèmbal diu «Ancient Letters», per Mahan Esfahani
- Night and Now (pour flûte et orchestre)
- Ornamental Air (pour clarinette et orchestre)
- Concerto for piano no 1 dit «Displaced Dances»
- Concerto for piano no 2
- Prelude and Cube
- Retonica
- Singing Trees
- Stairs
- Symphonia Eluvium
- Transfer
- Concerto pour violon
- The Witching Hour, concert per a 8 contrabaixos i orquestra (2016), encàrrec de l'Australian World Orchestra
- Inner Angels, encàrrec per a l'Orquestra Jove de Melbourne

### Música de pel·lícules
- Crise, 1928
- People on Sunday, 1930
- Memoir of a Snail, 2024[3][4]